# (4845) Tsubetsu
(4845) Tsubetsu est un astéroïde de la ceinture principale.

## Description
(4845) Tsubetsu est un astéroïde de la ceinture principale. Il fut découvert le 5 mars 1991 à Kitami par Kin Endate et Kazuro Watanabe. Il présente une orbite caractérisée par un demi-grand axe de 2,40 UA, une excentricité de 0,07 et une inclinaison de 7,6° par rapport à l'écliptique.

## Compléments